# Tokajík
Tokajík (in ungherese Felsőtokaj) è un comune della Slovacchia facente parte del distretto di Stropkov, nella regione di Prešov.